# Kupa, Borsod-Abaúj-Zemplén
Kupa este un sat în districtul Szikszó, județul Borsod-Abaúj-Zemplén, Ungaria, având o populație de 180 de locuitori (2011).

## Demografie
Componența etnică a satului Kupa
     Maghiari (82,89%)
     Romi (17,11%)
Componența confesională a satului Kupa
     Reformați (38,89%)
     Romano-catolici (24,44%)
     Greco-catolici (12,78%)
     Fără religie (2,78%)
     Necunoscută (21,11%)
Conform recensământului din 2011, satul Kupa avea 180 de locuitori. Din punct de vedere etnic, majoritatea locuitorilor (82,89%) erau maghiari, cu o minoritate de romi (17,11%). Nu există o religie majoritară, locuitorii fiind reformați (38,89%), romano-catolici (24,44%), greco-catolici (12,78%) și persoane fără religie (2,78%). Pentru 21,11% din locuitori nu este cunoscută apartenența confesională.